# عضله کریکوآریتنوئید خلفی
عضله کریکوآریتنوئید خلفی (انگلیسی: Posterior cricoarytenoid muscle) یکی از عضلات داخلی حنجره است که از غضروف کریکوئید شروع شده و به غضروف آریتنوئید ختم می‌شود. عصب‌رسانی این عضله توسط عصب حنجره‌ای بازگشتی انجام می‌شود که عملکرد آن موجب باز شدن تارهای صوتی و صداسازی می‌شود.

## عملکرد
عضله کریکوآریتنوئید خلفی تنها عضله‌ای است که می‌تواند پرده‌های صوتی را باز کند. اهمیت این عضله در تنفس و گفتار مشخص می‌شود.

## نگارخانه

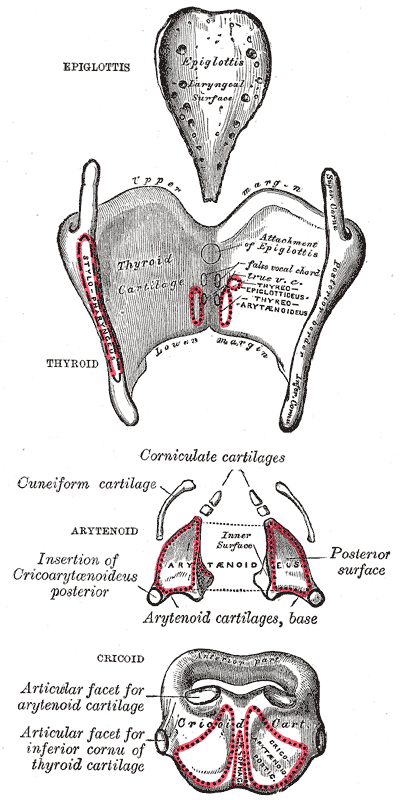
غضروف‌های حنجره.نمای خلفی.
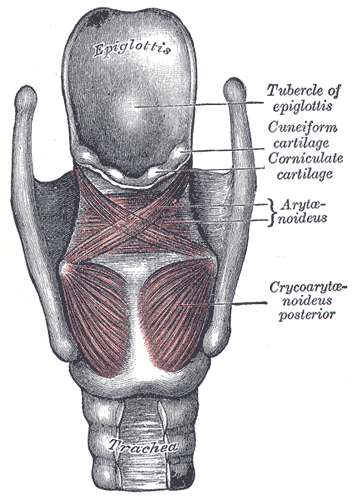
عضلات حنجره. نمای خلفی.
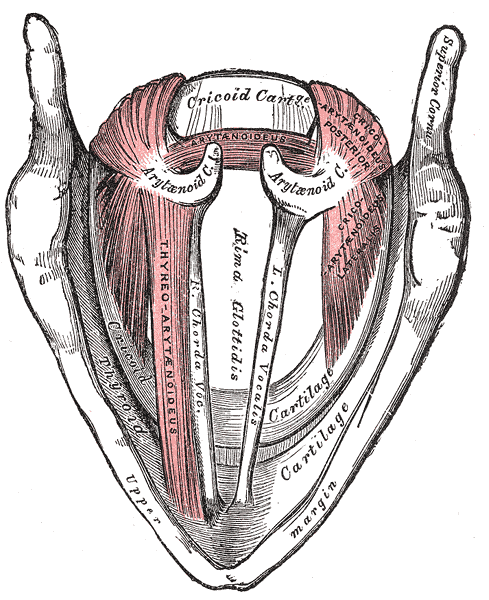
عضلات حنجره. نما از بالا.
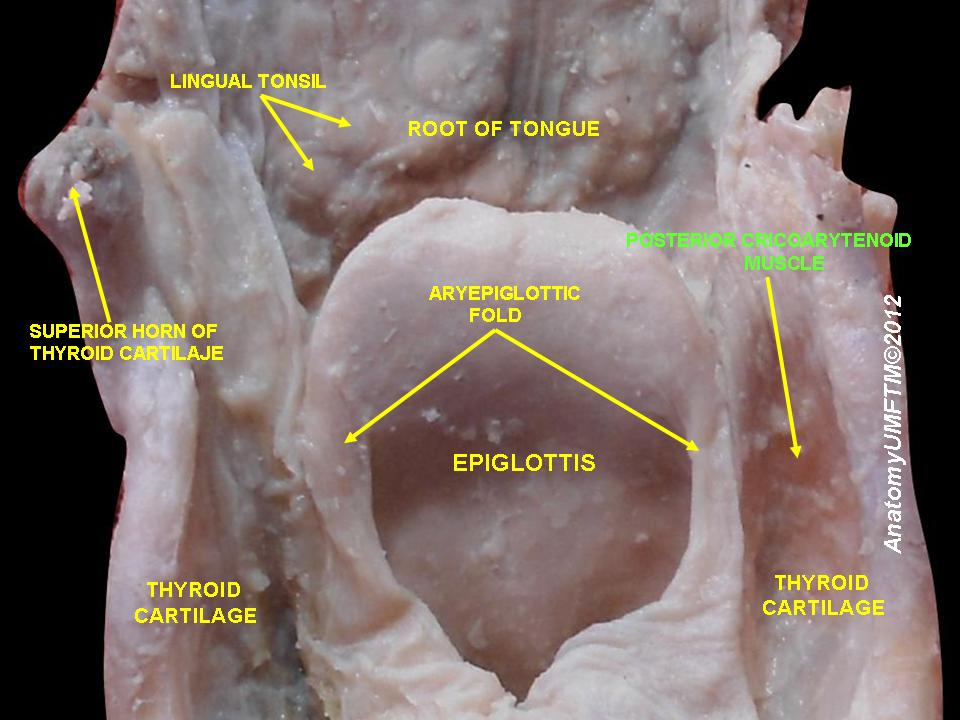
عضله کریکوآریتنوئید خلفی
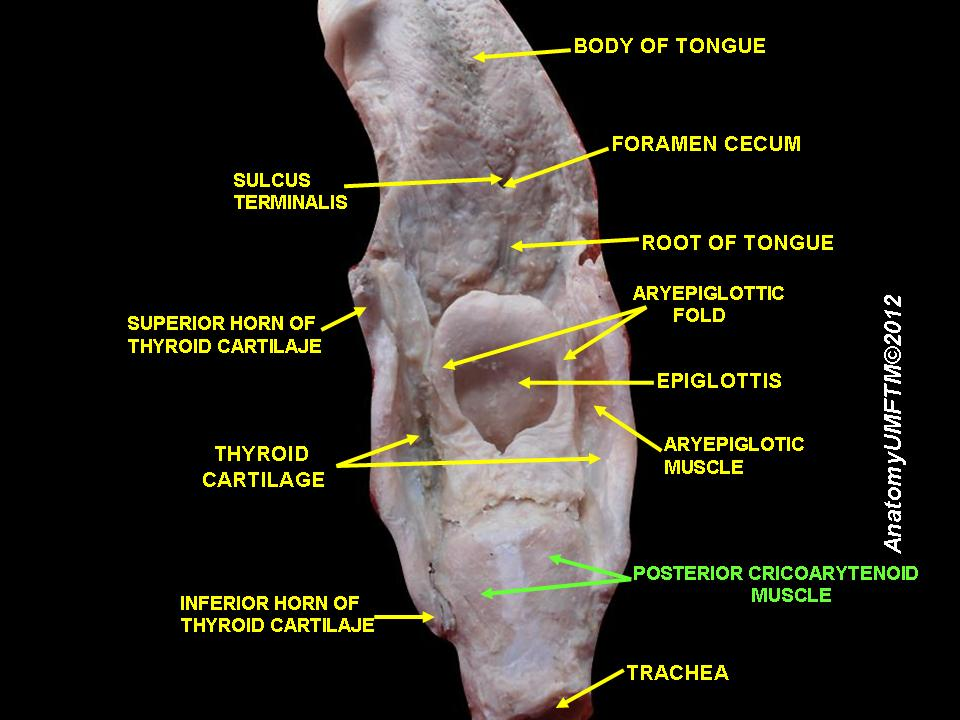
عضله کریکوآریتنوئید خلفی
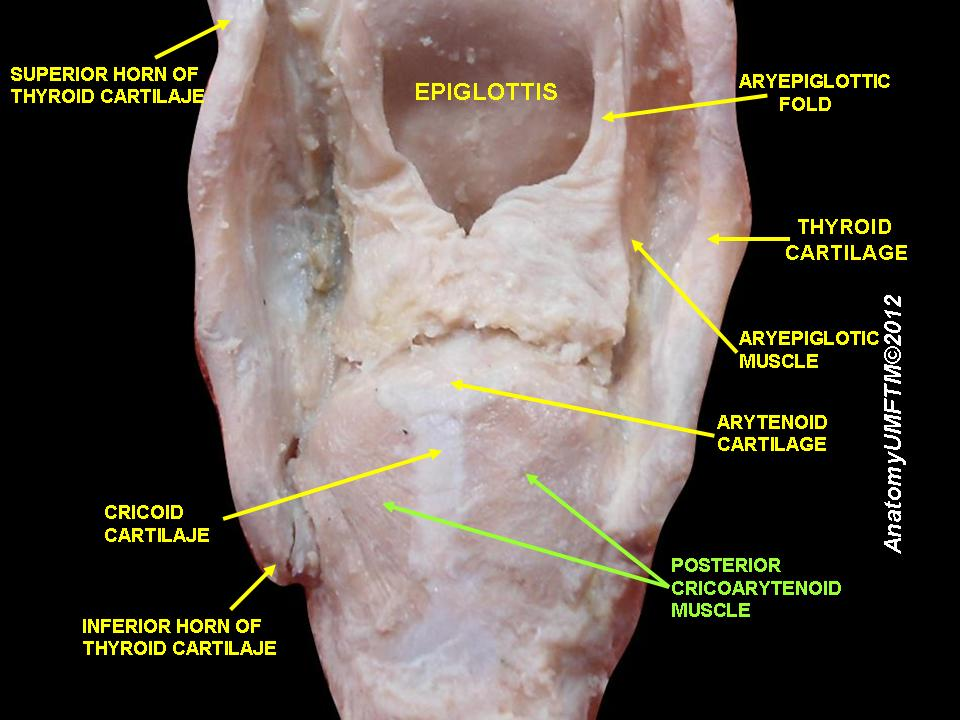
عضله کریکوآریتنوئید خلفی